# Olga Breeskin
Olga Eugenia Breeskin Torres (Ciudad de México, 22 de septiembre de 1951) es una violinista, bailarina, actriz y vedette mexicana de ascendencia rusomexicana. 

## Carrera

### Inicios
Nació en la Ciudad de México el 22 de septiembre de 1951. Es hija del violinista y conductor de origen ruso Elias Breeskin y de la mexicana Lina Torres. Ella y su hermano aprendieron en su infancia a tocar el violín bajo la batuta de su padre. 
Estudió en el Colegio Lestonnac de la Ciudad de México. Su padre falleció cuando ella tenía 17 años de edad. Junto a su hermano se vieron forzados a trabajar para mantener a la familia, tocando el violín en restaurantes. Como la familia pasaba carencias económicas, también comienza a trabajar como secretaria. 
Ernesto Valz, dueño de una cadena de centros nocturnos de la Ciudad de México, la descubrió tocando su violín durante un almuerzo. Reconociendo su talento y su belleza natural, la contrató para presentarse en muchos de sus cabarés, creando un acto sólo para ella. 
Participó y se alzó como ganadora de un concurso de belleza titulado "Reina de la Prensa", mismo que le dio gran notoriedad. En una de sus presentaciones en un restaurante conoce al conductor de televisión mexicana Raul Velasco, quien la convence de presentarse en su programa de televisión Siempre en domingo.

### Carrera como vedette
De la mano de Raúl Velasco, alcanzó una gran popularidad en su programa de televisión. Sus actuaciones se volvieron versátiles: mientras tocaba el violín, aparecía bailando y cantando con ajustados leotardos y sensuales bikinis. 
Pronto comenzó a ser contratada para trabajar en diversos centros nocturnos como El Capri, El Clóset y El Quid, en pleno auge de la vida nocturna de la Ciudad de México. Se convirtió entonces en una solicitada vedette. 
Del cabaret y la televisión pasó luego al cine. Debutó en la gran pantalla en la película México de noche (1968), protagonizada por Valentín Trujillo y Rosa Carmina. En 1971 actúa también en Elena y Raquel, al lado de Saby Kamalich e Hilda Aguirre. En 1972 coprotagonizó la cinta cómico musical Bikinis y Rock, junto a Manuel "El Loco" Valdés y Verónica Castro. En 1977 participó en la coproducción mexico-puertorriqueña ¡Que bravas son las solteras!, al lado de la popular vedette puertorriqueña Iris Chacón, con quien mantuvo una polémica rivalidad. En 1976, el productor de televisión Valentín Pimstein la convenció para realizar una breve temporada en el centro nocturno localizado en el Belvedere del último piso del Hotel Hilton Continental. Para estas presentaciones, Olga viajó a los Estados Unidos para preparar su show.
Su show emulaba los grandes espectáculos presentados en Las Vegas, mismo que incluía numerosos bailarines, vestuario y decorados fastuosos y una orquesta completa, además de utilizar animales exóticos y apoyarse en la presencia de populares cómicos de la época. Breeskin permaneció siete años en dicho recinto, convirtiéndose en una de las vedettes más cotizadas de su tiempo. 
En pleno auge de su carrera como vedette, incursiona en las telenovelas en la popular telenovela Rina, protagonizada por Ofelia Medina, misma que rompió récord de audiencia.
En 1977, la cadena de televisión mexicana Televisa, llevó el show de Breeskin a la televisión con rotundo éxito. El tema musical de apertura del show de televisión "Todos queremos ver a Olga", alcanzó una enorme popularidad. Durante este tiempo, Televisa creó un comercial de 30 segundos presentándola, usando un ajustado leotardo de corte francés con moños, los cuales se quitaba lentamente mientras se llevaba un dedo a los labios y hacía la seña de "ven aquí". Para la sociedad conservadora de México de los 1970s, se trataba de un comercial demasiado atrevido. Sin embargo, todo el país estaba hipnotizado con sus encantos. Durante años se agotaron las entradas a su espectáculo.
Breeskin continuó su carrera en el cine. En 1979 protagonizó Nora la rebelde, junto a Andrés García. En 1982, participa también como protagonista en la telenovela Al final del arco iris, junto a Úrsula Prats.

### Carrera posterior
El show de Breeskin en el Belvedere del Hotel Hilton Continental terminó en 1985, luego de que dicho recinto se viera gravemente dañado por el trágico terremoto de 1985 que asoló la capital mexicana. Cansada de la inseguridad en México, en 1990 Breeskin se trasladó a los Estados Unidos. Primero llegó a Los Ángeles, donde perdió su fortuna y propiedades en inversiones de bienes raíces, durante la crisis económica de 1992. En 1997, volvió a México, donde participó en la telenovela Tú y yo. Luego se trasladó a Las Vegas, con el fin de retomar sus espectáculos. En 2003, fue presentadora de un programa radiofónico titulado El mundo del entretenimiento con Olga, del cual fue despedida un año después de forma repentina. Desde 2004 hasta 2007, la vedette se sumergió en una depresión profunda y se volvió adicta al alcohol y a diversas sustancias.
En 2004, la vedette fue visitada en Las Vegas por la cantante mexicana Yuri, quien la invitó al protestantismo.

### Conversión a la iglesia evangélica
Después de sus años difíciles, en 2007 una amiga le llamó y le dijo que la iba a llevar a un retiro espiritual en San Diego. En 2008, decidió abrazar la fe cristiana y finalmente retirarse de la actuación en la farándula secular. En el programa Don Francisco presenta, dio a conocer públicamente su conversión religiosa.[cita requerida]
Posteriormente abrió una clínica de investigación y cuidados del asma en infantes en Las Vegas. Comenzó a dar testimonios en servicios cristianos y entrevistas sobre la forma en que superó sus adicciones al alcohol y a los fármacos, los fraudes económicos de los que fue víctima y su "pasado de prostitución". A sus 62 años, declaró que Dios la había "alejado del mal". Además, comenzó a dar clases para niños en una comunidad evangélica.
En 2009 comenzó con un programa de radio en Las Vegas, donde ocasionalmente presentaba algún show e intercalaba sus testimonios. Rechazó ofertas de trabajo para televisión. Actualmente está dedicada a interpretar solamente música cristiana.
En 2016, junto con otras vedettes como Lyn May, Rossy Mendoza, Wanda Seux y la Princesa Yamal, protagoniza la película documental Bellas de noche, de la cineasta María José Cuevas, misma que habla de su gloria, decadencia y resurgimiento personal y profesional.

### Vida personal
Breeskin confesó haber sido víctima de violación a los 17 años de edad, además de ejercer la prostitución en círculos adinerados. Así mismo confesó haber recibido costosos regalos de gente influyente del espectáculo y la política mexicana durante sus años como vedette.
En la década de 1980, la vedette contrajo matrimonio con el bailarín estadounidense Joey Doucette, con quien procreó un hijo de nombre Alan. La pareja se divorció unos años después.[cita requerida]

## Filmografía

### Películas
- México de noche (1968)
- Los desalmados (1971)
- Elena y Raquel (1971)
- Me he de comer esa tuna (1972)
- Lo que más queremos (1972)
- Bikinis y rock (1972)
- La disputa (1972)
- El padrino... es mi compadre (1975)
- La loca de los milagros (1975)
- ¡Qué bravas son las solteras! (1975)
- El compadre más padre (1976)
- Nora, la rebelde (1979)
- Siempre en domingo (1984)
- Bellas de noche (2016)

### Televisión

#### Telenovelas
- Tú y yo (1996) .... Lucrecia Álvarez Albarrán
- Al final del arco iris (1982) .... Elsa Rivera
- Rina (1977) .... Silvia
- El chofer (1974) .... Nora
- El amor tiene cara de mujer (1971) .... Milena del Real

#### Programas de televisión
- Bailadísimo 2.ª Temporada (2016)... Jurado
- Dr. Cándido Pérez (1987) .... Vecina (mamá de Oscarito, pretendiente de Perlita)
- El show de Olga Breeskin (1977)... Ella misma
- Variedades de medianoche (1977)

## Premios y nominaciones

### Premios TVyNovelas
| Año  | Categoría                 | Telenovela             | Resultado |
| ---- | ------------------------- | ---------------------- | --------- |
| 1983 | Mejor revelación femenina | Al final del arco iris | Nominada  |